# 張氏鰶
張氏鰶（学名：Hemiculter tchangi，或譯张氏䱗）为輻鰭魚綱鯉形目鯝科鰶屬的其中一種鱼类，是中国的特有物种，分布於長江上游流域的四川境内，本魚體側扁，背部平直，腹部略呈弧形，吻稍尖，吻長大於眼徑，口端位且裂斜，鱗中大，薄而易脫落，側線完全，胸鰭尖形，腹鰭起點前於背鰭，尾鰭深分叉，體背側青灰色，腹部銀白色，尾鰭邊緣黑色，上下葉末端黑色，體長可達22.5公分，一般生活于江河湖泊，棲息在中底層水域。该物种的模式产地在四川。
此种由中国鱼类学先行者方炳文所发现，以另一位中国鱼类研究先驱张春霖的姓氏命名。